# Минделхајм
Минделхајм (њем. Mindelheim) град је у њемачкој савезној држави Баварска. Једно је од 52 општинска средишта округа Унтералгој. Посједује регионалну шифру (AGS) 9778173.

## Географски и демографски подаци
Град се налази на надморској висини од 607 метара. Површина општине износи 56,4 km².

## Становништво
У самом граду је, према процјени из 2010. године, живјело 14.135 становника. Просјечна густина становништва износи 250 становника/km².

## Међународна сарадња
| Мјесто               | Држава               | Врста сарадње | Од    |
| -------------------- | -------------------- | ------------- | ----- |
| Швац                 | Аустрија             | партнерство   | 1990. |
| Вербанија            | Италија              | партнерство   | 1994. |
| Трамин               | Италија              | партнерство   | 1994. |
| Ист Гринстед         | Уједињено Краљевство | партнерство   | 1994. |
| Бур де Пеаж          | Француска            | партнерство   | 1961. |
| Сант Фелиу де Ђишолс | Шпанија              | партнерство   | 1994. |
| Извор                |                      |               |       |